# كلواذي
كلواذا وتسمى أيضاً كلواذي هي مدينة تكلم عنها عدة مؤرخين من الإغريق والعرب والسريان، هذه المدينة كانت تقع على الساحل الشرقي لنهر دجلة أمام مدينة بغداد (الكرخ) وقد كان لبغداد باب خاص يسمى باب كلواذا نسبةً لهذه المدينة، هذه المدينة هي جزء من الرصافة وتشغل حالياً جزء من الكرادة الشرقية والأعظمية والزيونة، يعود تاريخ هذه المدينة إلى العصر البابلي، وحسب ما ذكر ديودور الصقلي فأنها قد بنيت من قبل الكلدانيين في القرن الرابع قبل الميلاد بعد سقوط بابل، لكن عثر على أثار في تلك المنطقة تبين أنها بنيت في زمن الملك نبوخذ نصر الثاني (605-562 ق م)، لليهود أيضاً تاريخ في هذه المدينة، وقد تكلم عدة مؤرخين عن هذه المدينة من ديودور الصقلي وياقوت الحموي والمسعودي وصاعد الأندلسي وإبن العبري.